# 亞納奧爾霍山 (奧孔加特區-基基哈納區)
13°45′52″S 71°27′2″W / 13.76444°S 71.45056°W
亞納奧爾霍山（Yana Urqu），是秘魯的山峰，位於該國南部庫斯科大區，由基斯皮坎奇省的奧孔加特區和基基哈納區負責管轄，屬於安地斯山脈的一部分，海拔高度4,645米。